# Козловське міське поселення
Козло́вське міське поселення (рос. Козловское городское поселение) — муніципальне утворення у складі Козловського району Чувашії, Росія. Адміністративний центр — місто Козловка.

## Населення
Населення — 8858 осіб (2019, 10543 у 2010, 13279 у 2002).

## Склад
До складу поселення входять такі населені пункти:
| Населений пункт          | Населення, осіб (2002) | Населення, осіб (2010) |
| ------------------------ | ---------------------- | ---------------------- |
| Верхній Курган, присілок | 46                     | 45                     |
| Карцев-Починок, присілок | 168                    | 134                    |
| Козловка, місто          | 13054                  | 10359                  |
| Новородіоновка, присілок | 11                     | 5                      |